# Marzilibad

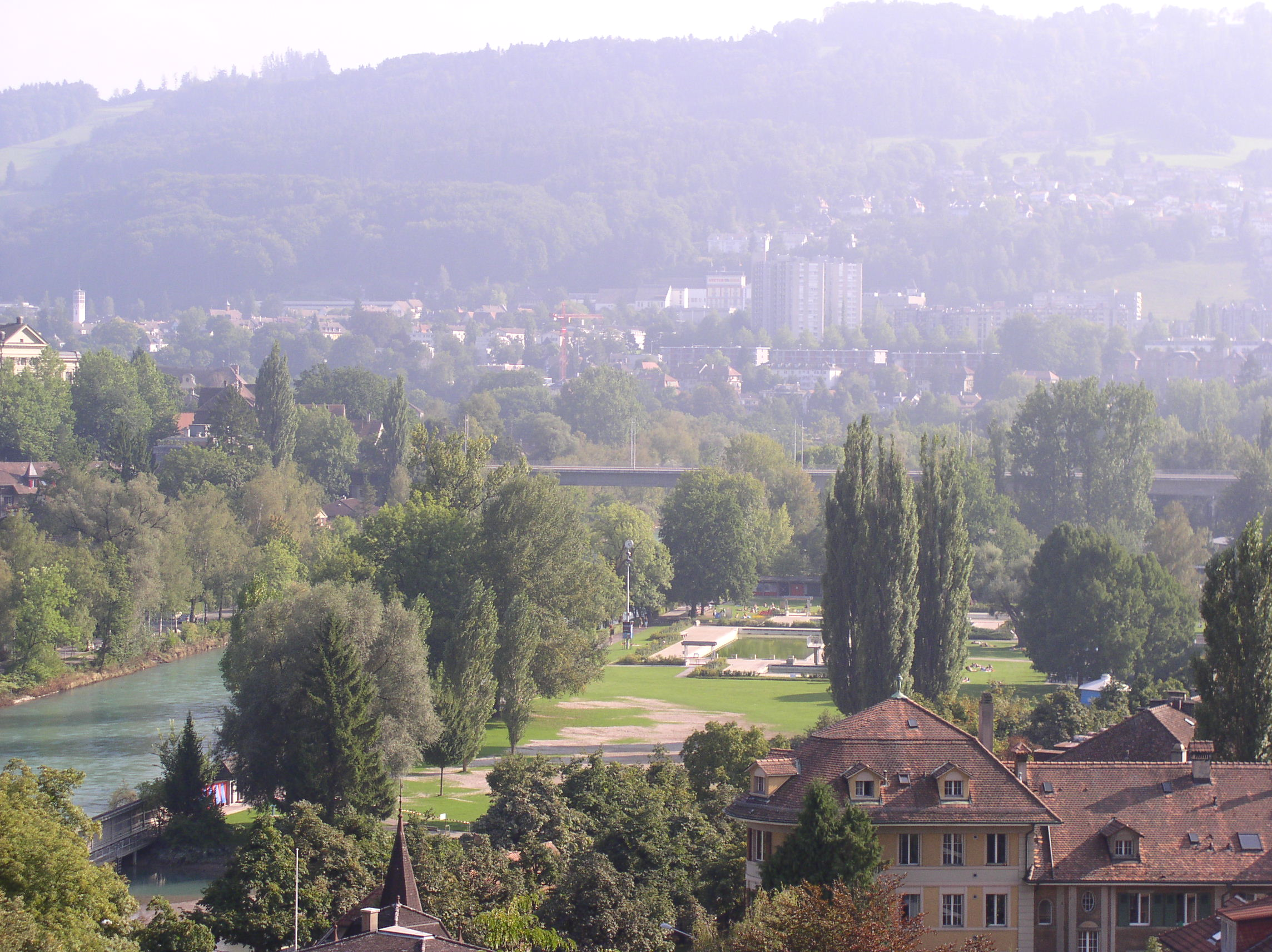
Marzilibad (ungefähr vom Bundeshaus, Blick flussaufwärts)

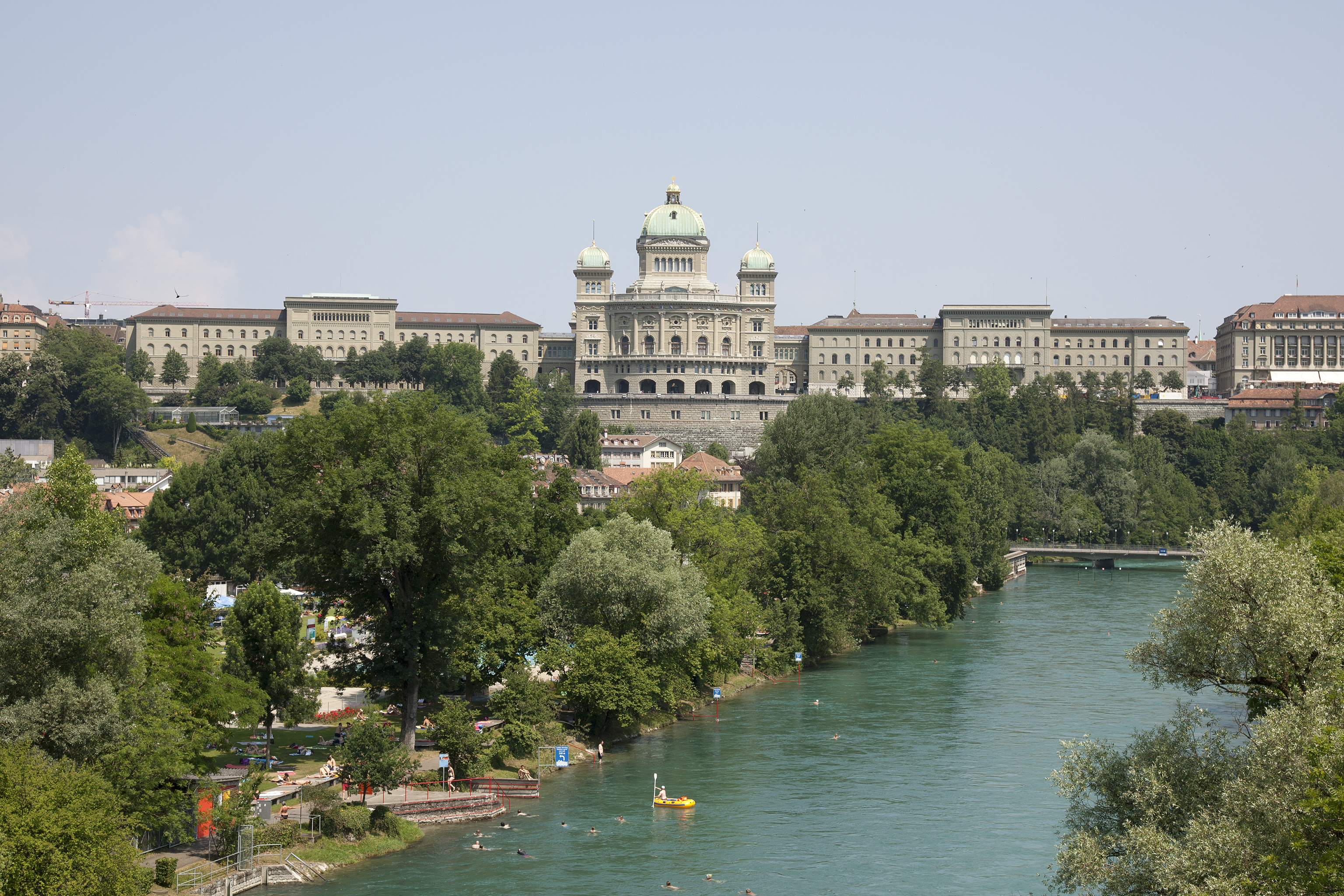
Menschen schwimmen entlang des Marzilibades, Blick flussabwärts, Richtung Bundeshaus

Das Marzilibad, kurz Marzili genannt, ist ein Freibad im Marziliquartier an der Aare in Bern und eines der meistbesuchten Bäder der Schweiz.
Das Marzili steht unter öffentlich-rechtlicher Trägerschaft und der Eintritt ist deshalb frei. Die Besonderheit am Marzili ist das Schwimmen im Fluss Aare. An mehreren Stellen am Bad und flussaufwärts davon sind Zugänge mit Treppen und Haltestangen in den Fluss gebaut. Badegäste ziehen sich im Bad um und gehen auf einem Weg flussaufwärts bis zur Einstiegsstelle ihrer Wahl, von wo aus sie sich dann in der recht schnellen Strömung bis zu einem Ausstieg im Bereich des Bades bewegen. Im Areal gibt es ein grosses Schwimmbecken, einen Sprungturm (1 m und 3 m), zwei kleinere Badebecken, ein Kinderbecken und das Buberseeli. Darüber hinaus gibt es das Freiluft-Separé „Paradiesli“, in dem die weiblichen Besucher die Möglichkeit haben, unbekleidet sonnenzubaden. Im Frühjahr 2019 wurde ein Schwimmkanal aus der Aare in das Buebeseeli (auch Bueber genannt) eröffnet.
Das Marzilibad liegt am Fusse des Hügels, auf dem das Bundeshaus steht, und gehört im Sommer zu den wichtigsten Treffpunkten der Stadt Bern. Im Marzili-Areal gibt es zudem ein Restaurant.
Das erste Marzilibad stammt aus dem Jahr 1782. Damals kostete das Baden Eintritt, weshalb das Bad Füferweiher genannt wurde. Bald wurde aus dem Füferweiher ein von Naturisten eingerichtetes Sonnen- und Luftbad mit getrennten Abteilungen für Damen und Herren. 1822 wurde durch Phokion Heinrich Clias an der Stelle des heutigen Marzilibades die akademische Badeanstalt – ein ovales, aus der Aare gespeistes Schwimmbecken – eröffnet. Erst 1957 wurde diese Anlage durch die Grünanlage ergänzt und 1968 kam das noch heute vorhandene 50-Meter-Becken hinzu. 
Im Jahr 2021 wurde ein Siegerprojekt zur Totalsanierung des Marzilibades vorgestellt. Bei der Volksabstimmung vom 18. Mai 2025 wurde ein Ausführungskredit mit 73,43 Prozent Ja-Stimmen gutgeheissen. Die erste Bau-Etappe soll am 1. September 2025 beginnen und voraussichtlich bis Ende Mai 2026 dauern.
Im Jahr 2020 wurden 655'534 Besucher gezählt und 2021 546'567.